# Jan Cimbura (film)
Jan Cimbura je češki črno-beli dramski film iz leta 1941, ki ga je režiral František Čáp in zanj napisal tudi scenarij skupaj z Rudolfom Madran-Vodičko po istoimenskem romanu Jindřicha Šimona Baara. V glavnih vlogah nastopajo Gustav Nezval, Jiřina Štěpničková in Jaroslav Průcha. Film prikazuje lepoto vaškega okolja in praških znamenitosti ter naslovnega junaka in človeka trdnih načel Jana Cimburo (Nezval), ki je prisiljen žrtvovati ljubezen do Marjánke (Štěpničková), da lahko še naprej opravlja svoje delo.
Primerno je bil prikazan leta 1941 v čeških kinematografih. Velja za enega najspornejših čeških filmov, kjer je bil Čap pod pritiskom nacističnih okupacijskih oblasti prisiljen dodati antisemitski prizor izgona judovskega gostilničarja, ki ga ni v prvotnem scenariju. Zaradi tega je bil leta 1945 obtožen antisemitizma in simpatizerstva z nacizmom, posledično mu je Revizijska komisija Zveze čeških filmskih delavcev prepovedala opravljati filmski poklic. Po pritožbi so ga leta 1946 oprostili.

## Vloge
- Gustav Nezval kot Jan Cimbura
- Jiřina Štěpničková kot Marjánka
- Jaroslav Průcha kot kmet Kovanda
- Marie Brožová kot Rozárka Kovandová
- Vilém Pfeiffer kot Josef Piska
- Vladimír Šmeral kot Bartík
- František Roland
- Otýlie Benísková
- Eva Svobodová kot Anýzka
- Stanislava Strobachová kot Barča
- Rudolf Deyl kot Jíra
- Theodor Pištěk kot odvetnik Miltner
- Bolek Prchal kot Bartíkov oče
- Ema Kreutzerová kot Miltnerová